# Leobarbus batesii
Labeobarbus batesii
Espèce
Statut de conservation UICN

 LC  : Préoccupation mineure
Labeobarbus batesii, ou Barbus batesii, est une espèce de poisson du genre Labeobarbus appartenant à la famille des cyprinidés.